# Lagaroceras distinctum
Lagaroceras distinctum är en tvåvingeart som beskrevs av Deeming 1981. Lagaroceras distinctum ingår i släktet Lagaroceras och familjen fritflugor.
Artens utbredningsområde är Nigeria. Inga underarter finns listade i Catalogue of Life.